# Canupawakpa Dakota First Nation
Canupawakpa Dakota First Nation är ett reservat i Kanada.   Det ligger i provinsen Manitoba, i den sydöstra delen av landet, 1 900 km väster om huvudstaden Ottawa.
Trakten runt Canupawakpa Dakota First Nation består till största delen av jordbruksmark. Trakten runt Canupawakpa Dakota First Nation är nära nog obefolkad, med mindre än två invånare per kvadratkilometer.